# Дисавл
Дисавл (др.-греч. Δυσαύλης) — персонаж древнегреческой мифологии. Брат Келея (по флиунтской версии, в гомеровском гимне не упомянут). Упоминается в орфических гимнах. По версии, был первым человеком, рожденным на Рарийской пашне. Был козопасом. Дисавл и его жена Баубо в орфической версии элевсинских сказаний принимают у себя Деметру. Отец Эвбулея и Триптолема, согласно Орфею.
Ионом изгнан из Элевсина и установил таинства Деметры в Флиунте. Установил таинства в Келеях, дал местности название Келеи. Похоронен в местечке Келеи, около Флиунта.